# Lagrecacanthops
Lagrecacanthops, es un género de la familia Acanthopidae. Este género de mantis del orden Mantodea,  tiene 2 especies reconocidas.

## Especies
- Lagrecacanthops brasiliensis (Roy, 2004)
- Lagrecacanthops guyanensis (Roy, 2004)